# Union Montréal
 (juin 2009).
Si vous disposez d'ouvrages ou d'articles de référence ou si vous connaissez des sites web de qualité traitant du thème abordé ici, merci de compléter l'article en donnant les références utiles à sa vérifiabilité et en les liant à la section « Notes et références ».
 (juin 2009).
Améliorez-le ou discutez des points à vérifier. 
Union Montréal (Union des citoyens et citoyennes de l'île de Montréal avant le 31 décembre 2008) était un parti politique montréalais dont le chef était Gérald Tremblay. Le parti était au pouvoir du 1er janvier 2002 jusqu'à la démission de Gérald Tremblay le 5 novembre 2012.
Le 9 mai 2013, le parti annonce sa dissolution à la suite de plusieurs scandales de corruption.

## Création et victoires électorales
Le parti est né, avant les élections de novembre 2001, d'une coalition hétéroclite comprenant des personnalités de l'ensemble de l'île de Montréal opposées à l'administration de Pierre Bourque, chef du parti Vision Montréal. Le parti, avec à sa tête Gérald Tremblay, remporte les élections de novembre 2001.
Le parti de l'Équipe Tremblay est reportée également au pouvoir lors des élections municipales de 2005 et de 2009.

## Scandale de corruption et dissolution
En aout 2008, la Ville de Montréal a accordé en juin deux contrats 2,25 millions de dollars a deux firmes dont les présidents ont rendu dans un passé récent des services du même ordre au parti du maire Tremblay Union Montréal.
En octobre 2012, Martin Dumont révèle que 14 représentants d'entreprises ont payé 10 000 $, afin de rencontrer le maire Tremblay en personne.
L'ex-entrepreneur en construction Lino Zambito révèle à la Commission Charbonneau qu'un cartel mafieux de réfection des égouts obtenait des contrats de la Ville de Montréal et versait 3 % de leur valeur à Union Montréal. Des millions de dollars auraient été détournés.
En novembre 2012, Gérald Tremblay annonce qu'il démissionne de son poste de maire de Montréal et se retire de la vie publique. À la suite de la démission de la majorité de ses membres, la dissolution du parti est annoncée en mai 2013.
En novembre 2013, l'UPAC soupçonne 4 personnes d'avoir participé à une fraude entre 2001 et 2009 qui implique l'entreprise Octane, et le parti Union Montréal. Les citoyens auraient perdu 100 000 $,